# Золотая ветвь (Энеида)

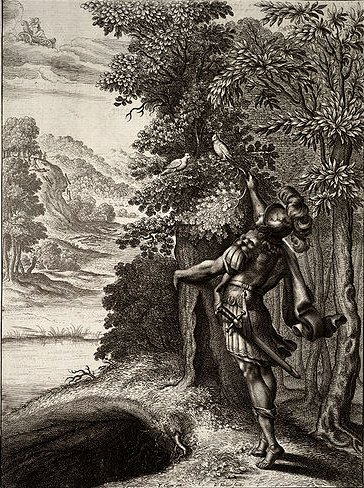
Золотая ветвь. Вацлав Холлар, XVII век

Миф о золотой ветви ― один из эпизодов поэмы «Энеида» Вергилия, в которой идёт повествование о приключениях троянского героя Энея после окончания Троянской войны. 

## Миф
В то время как Троя была уничтожена греками после штурма, Эней покинул город и возглавил остатки своего народа в поисках нового дома. Под руководством пророка Гелена Эней прибыл в Италию, где он решил основать новый город. Там в храме Аполлона его встретила Кумская сивилла ― женщина, прожившая более семисот лет, которая согласилась сопровождать его в путешествие по подземному миру, чтобы герой смог увидеть «тень» своего погибшего отца. 

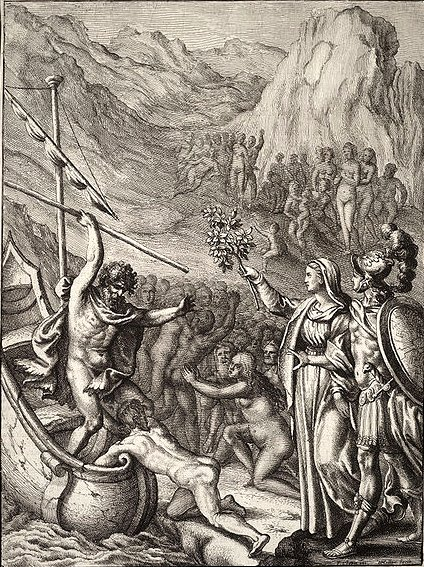
Эней и Харон, Венцель Холлар, XVII век.

Перед тем, как войти в подземный мир, сивилла сказала Энею, что он должен найти золотую ветвь, которая росла поблизости в лесах вокруг её пещеры, и затем подарить её Прозерпине, супруге Плутона, царя подземного мира. В лесу мать Энея, богиня Венера, послала двух голубей, чтобы помочь герою в этой трудной задаче, и вместе они находят дерево. Когда Эней сорвал ветвь, сразу же выросла вторая золотая ― что было хорошим предзнаменованием, поскольку сивилла сказала, что если этого не произойдет, их начинание потерпит неудачу. 
Вскоре после того, как они начали спуск в подземный мир, Сивилла показала золотую ветвь Харону, который только тогда позволил им войти в его лодку и пересечь реку Стикс. Переправившись на другую сторону, она бросила наркотический пирог трёхголовому сторожевому псу Церберу, который проглотил его и уснул. Оказавшись в подземном мире, Эней попытался заговорить с некоторыми духами, а сивилла рассказала ему о таких местах, как Тартар: там  находилась большая тюрьма, огороженная тройной стеной и граничащая с огненной рекой Флегетон. В Тартаре в мучениях пребывали души нечестивцев. Во дворце Плутона Эней положил золотую ветвь на арочную дверь и прошёл к Элизиуму, обители тех, кто вёл справедливую и добродетельную жизнь. 
Анхис, отец Энея, оказался в зелёном и солнечном Элизиуме, где протекала прекрасная река Эридан. Эней трижды пытался обнять своего отца, но безуспешно, поскольку тень его отца была похожа на разреженный воздух или пустые сны. 
Несмотря на это, встреча их была счастливой. Анхис рассказал своему сыну о соседней реке Лете, реке забвения, по другую сторону от которой находилось множество духов, ожидающих рождения на Земле. Там были те, кто станет потомками Энея, и те, кто будет жить в будущей Римской империи, такие как Ромул, Камилл, Марцелл и Цезарь. Анхис дал совет Энею, а затем привёл его к воротам из слоновой кости, одним из ворот «Сна», через которые они возвращаются на Землю. 

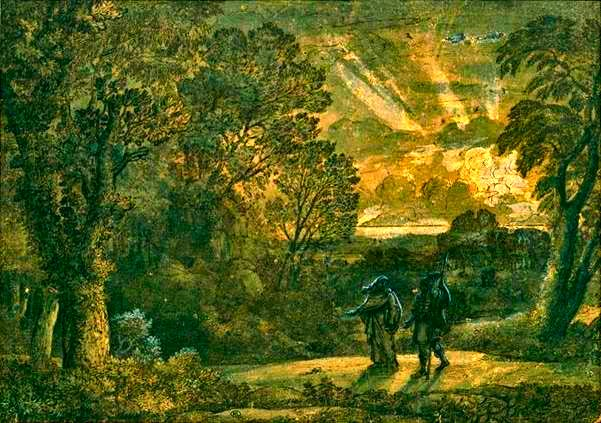
Сивилла, ведущая Энея в подземный мир. Клод Лоррен, ок. 1673 года.